# 2110.
2110. je drugo desetletje v 22. stoletju med letoma 2110 in 2119. 